# جي. إس. لويس
جي. إس. لويس (بالإنجليزية: J. S. Lewis)‏ (15 مايو 1972)؛ كاتب للأطفال وروائي أمريكي.